# Rossana Dinamarca
Rossana Andrea Valeria Dinamarca, o simplemente Rossana Dinamarca (Santiago de Chile, 2 de enero de 1974) es una exiliada chilena y política sueca, miembro del Partido de la Izquierda. Fue miembro del Riksdag en 1999 como suplente, y entre 2002 y 2018 como titular.
Representó al distrito norte de la provincia de Västra Götaland y reside en Trollhättan, donde integró el municipio entre 1998 y 2002. Ha sido miembro del consejo directivo de su partido desde 2006 y del comité ejecutivo de la tienda desde septiembre de 2007.

## Carrera política
En el parlamento sueco, Valeria ha integrado el comité de cultura entre 2002 y 2006 y entre 2014 y 2018; y el comité de educación entre 2006 y 2014 (como suplente, además, entre 2005 y 2006).
El 4 de febrero de 2018 anunció que no renunciaría y dejó su cargo en el Riksdag, señalando en entrevistas que ha sido «sistemáticamente invisibilizada por su propio partido, opuesta y sin apoyo a políticas feministas».

### En el Partido de la Izquierda
En 2011 fue elegida como una de las directoras del Partido de la Izquierda. En agosto de ese año anunció su candidatura a presidenta del partido. Meses más tarde, en noviembre, los medios suecos reportaron que Valeria no había pagado en numerosas ocasiones su aporte al partido, de acuerdo a las recomendaciones de esa tienda política. También se criticó los excesivos gastos que realizaba por motivo de transporte, desde su hogar en Trollhättan al parlamento en Estocolmo.
El 6 de enero de 2012, el Congreso del Partido de la Izquierda eligió a Jonas Sjöstedt como nuevo presidente del partido, con 179 votos contra los 39 que recibió Rossana Valeria Dinamarca, quien perdió su cargo como vicepresidenta, reemplazada por Ulla Andersson.

### Denuncias de acoso y violencia política
En marzo de 2018 participó en una reunión sobre Violencia política contra las mujeres celebrada en Nueva York en la que explicó que había sido objetivo de grupos neonazis y que desde muy joven recibía amenazas de violación. Lo había denunciado con poco éxito. En 2015 un hombre que la perseguía desde hace años fue sentenciado a tres meses de prisión descubriéndose que éste había acosado también a otras políticas. En 2017 recibió nuevas amenazas en varias ocasiones a través de Facebook también condenadas. Sin embargo no existe legislación en Suecia al respecto.

## Controversias
En 2014, se reportó que varios políticos suecos habían modificado sus artículos en la Wikipedia desde direcciones IP pertenecientes a las oficinas administrativas del Riksdag. Por ejemplo, la información sobre los gastos de viajes de Valeria fue eliminada. Posteriormente reconoció que fue ella misma quien la retiró.